# Blesle
 Blesle  es una población y comuna francesa, situada en la región de Auvernia, departamento de Alto Loira, en el distrito de Brioude y cantón de Blesle.

## Historia

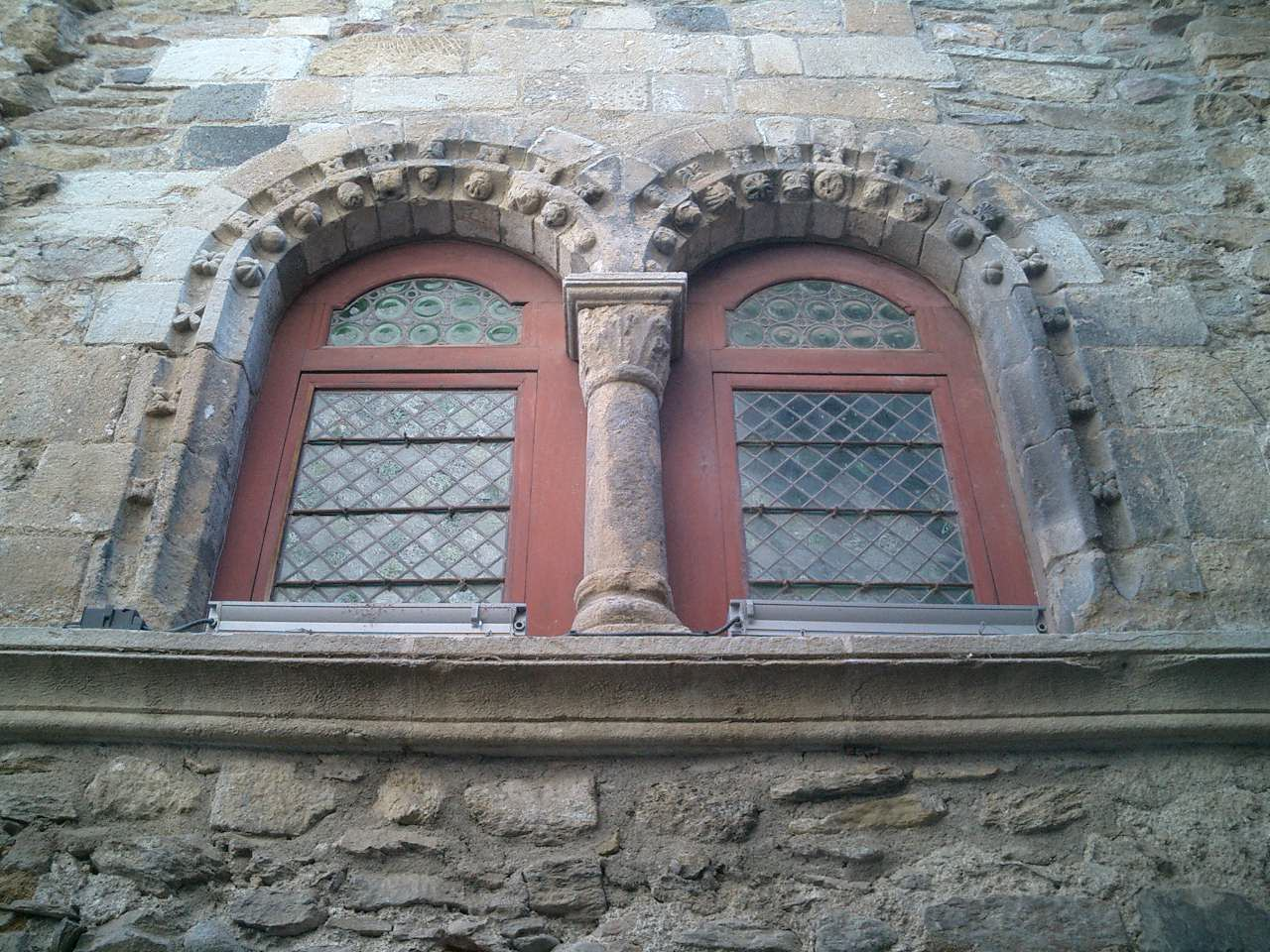
Ventana romana.

### Orígenes y situación
El municipio se ubica en un valle dominado por un acantilado basáltico, situado sobre un sitio neolítico de Chadecol, desde cerca de 4000 años. La presencia de un asiento parroquial surgiere la existencia de una población galo-romana. Tras la fundación de un monasterio merovingio a finales del siglo IX y la construcción de un castillo en el siglo XI, el auge de Blesle se aceleró.

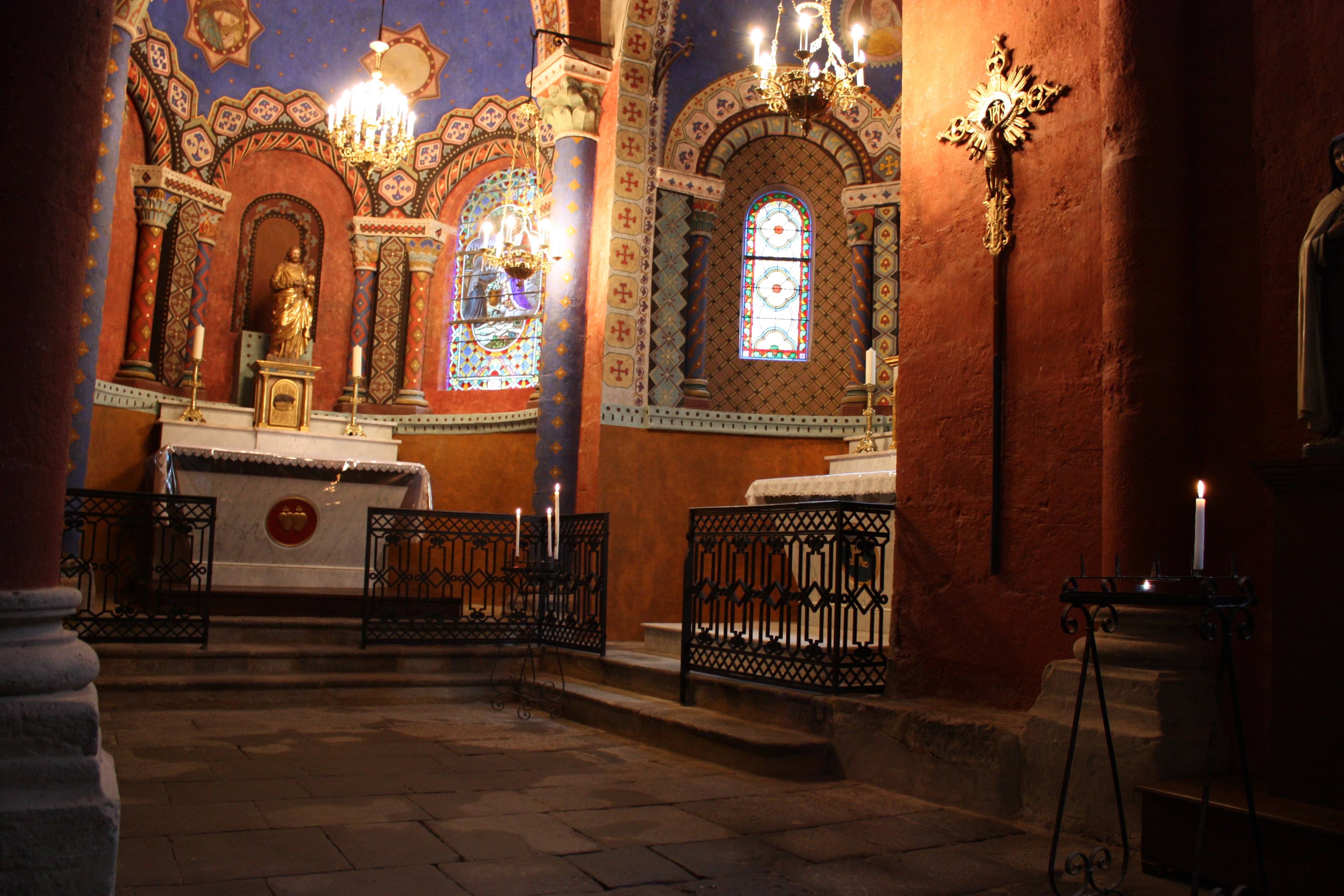
Iglesia romana de Blesle.

### Llegada de los barones de Mercœur a finales delsigloXI

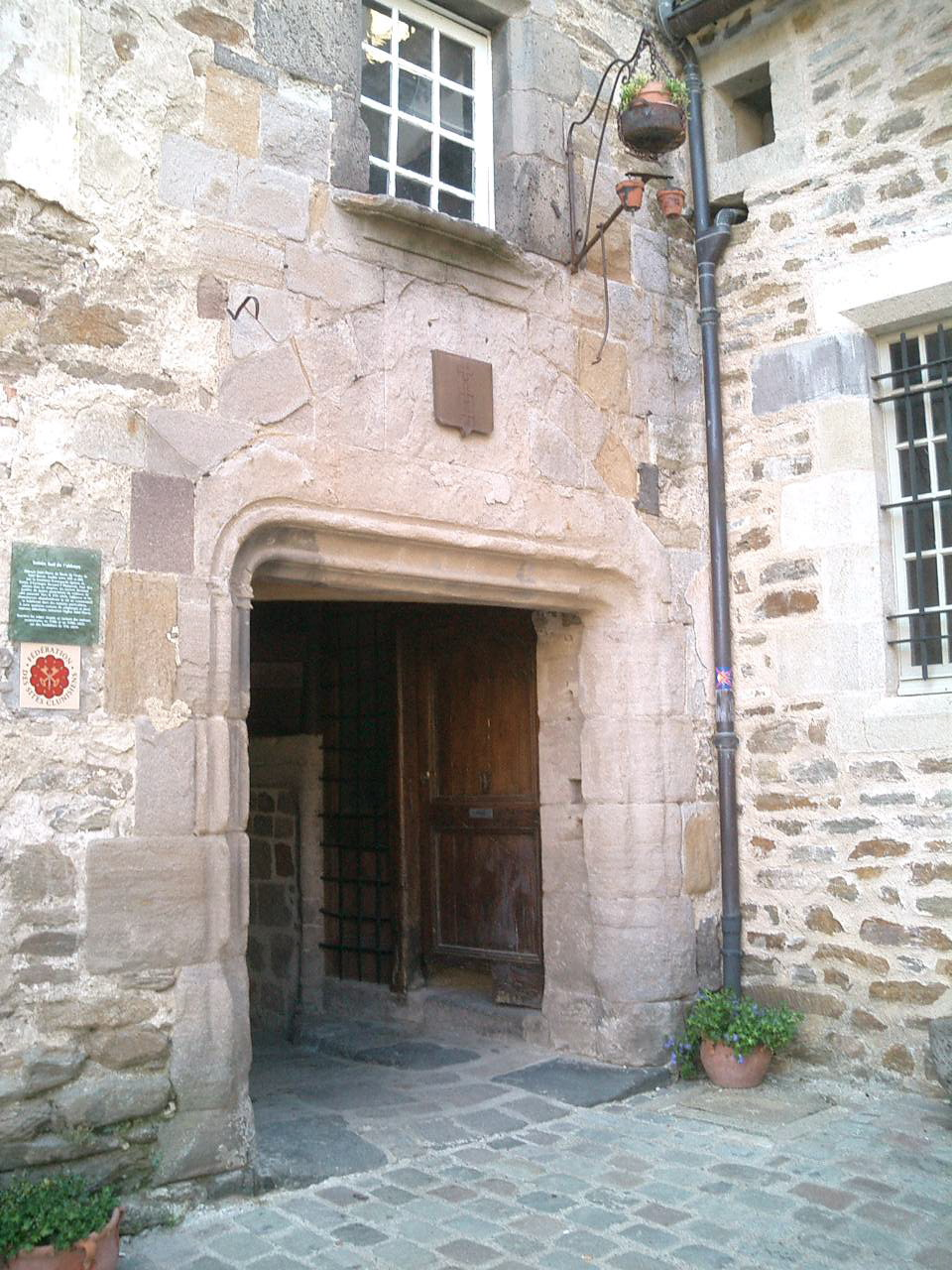
Paso entre la plaza de la Iglesia y del Ayuntamiento.

A finales del siglo XI, los barones de Mercoeur decidieron establecerse en la localidad de Blesle, generando una lucha feudal contra las abadesas. Intentaron apropiarse de la abadía sin éxito en el siglo XI, pero consiguieron otorgarse los poderes de justicia con el apoyo de la realeza en el siglo XIII. En el siglo XII, construyeron una torre (actual torre de los 20 ángulos). En el mismo siglo, la iglesia de la abadía fue reformada con la construcción de dos ábsides y del Coro.

### Revolución francesa

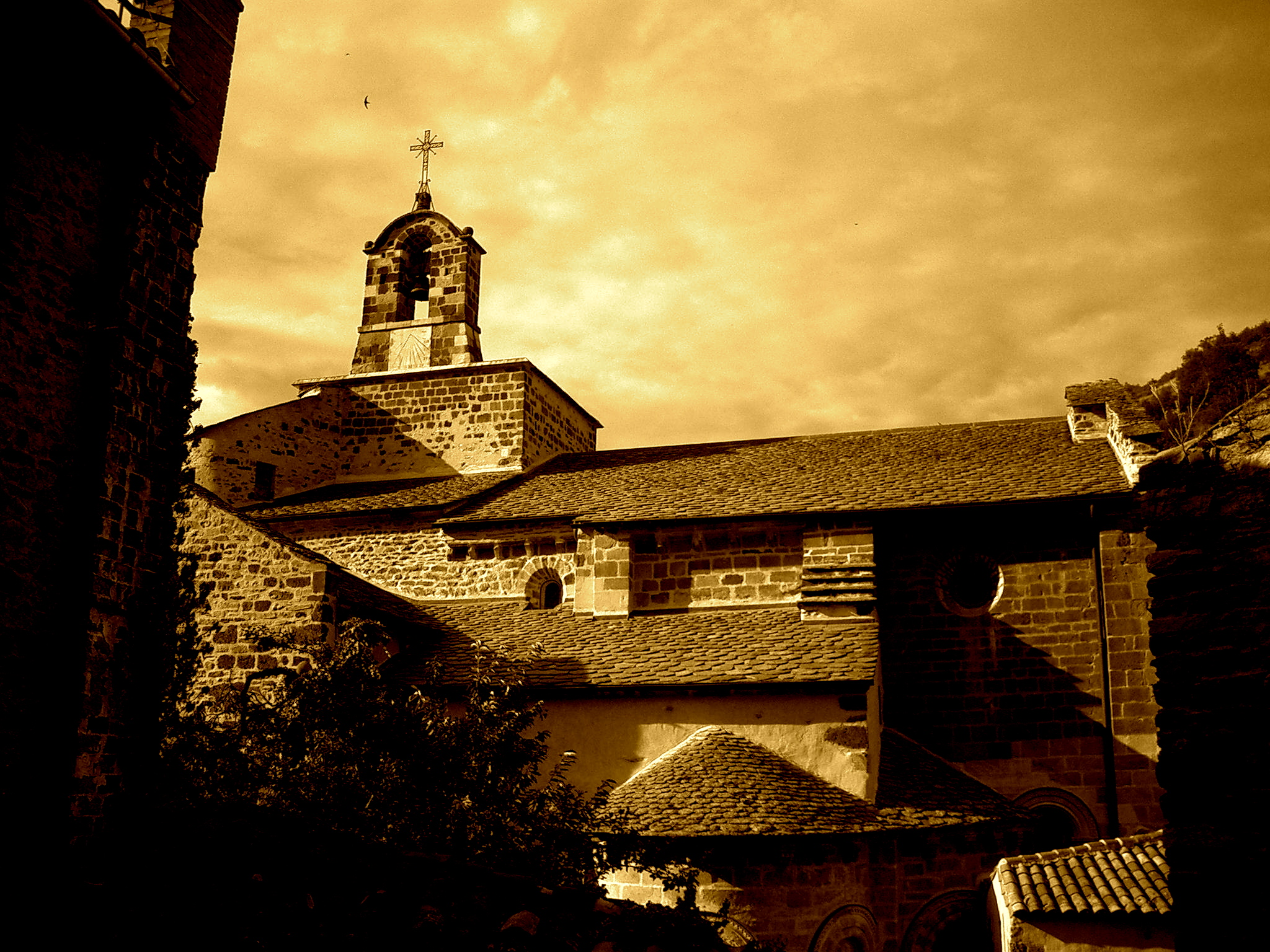
Iglesia Saint-Pierre.

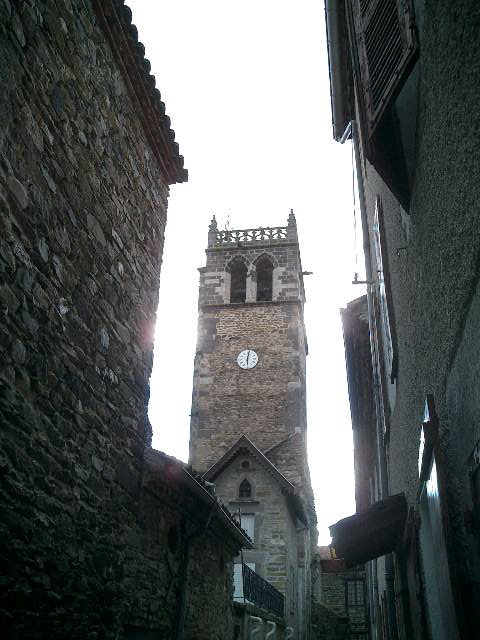
Campanario Saint-Martin.

Durante la Revolución francesa, quitaron el campanario de la iglesia de Saint-Pierre (convertida en iglesia parroquial) y la iglesia Saint-Martin fue completamente destruida, excepto su campanario conservado para albergar el reloj comunal.

### Éxodo rural
La ciudad prospera hasta el siglo XVII, la llegada del ferrocarril inició el declive del municipio y el éxodo rural.

## Demografía
| 1544 | 837 | 847 | 832 | 824 | 703 | 660 | 628 |
| Para los censos de 1962 a 1999 la población legal corresponde a la población sin duplicidades (Fuente: INSEE [Consultar]) |     |     |     |     |     |     |     |